# Koutiala

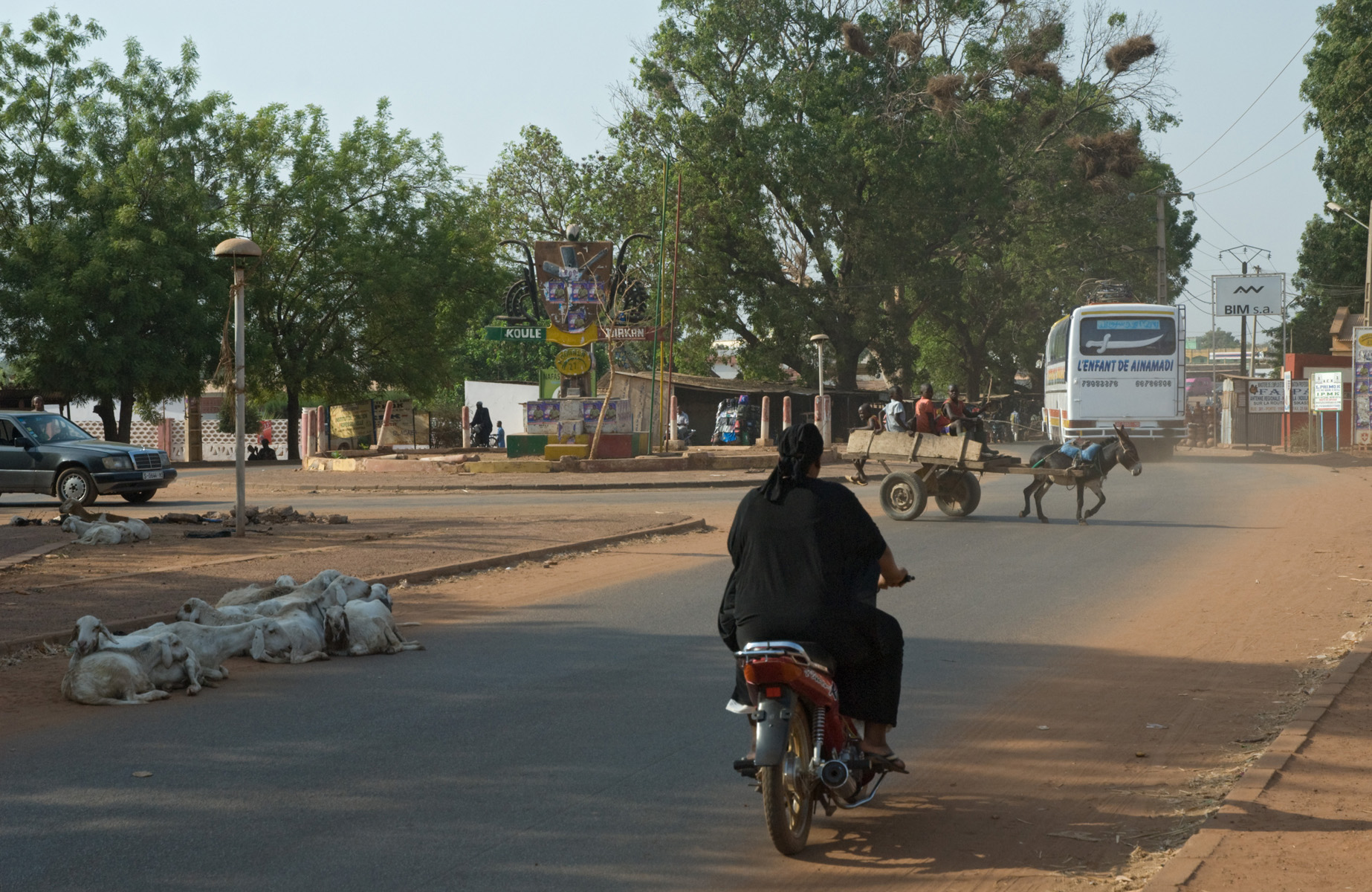
Straatbeeld nabij het centrum van Koutiala (april 2014)

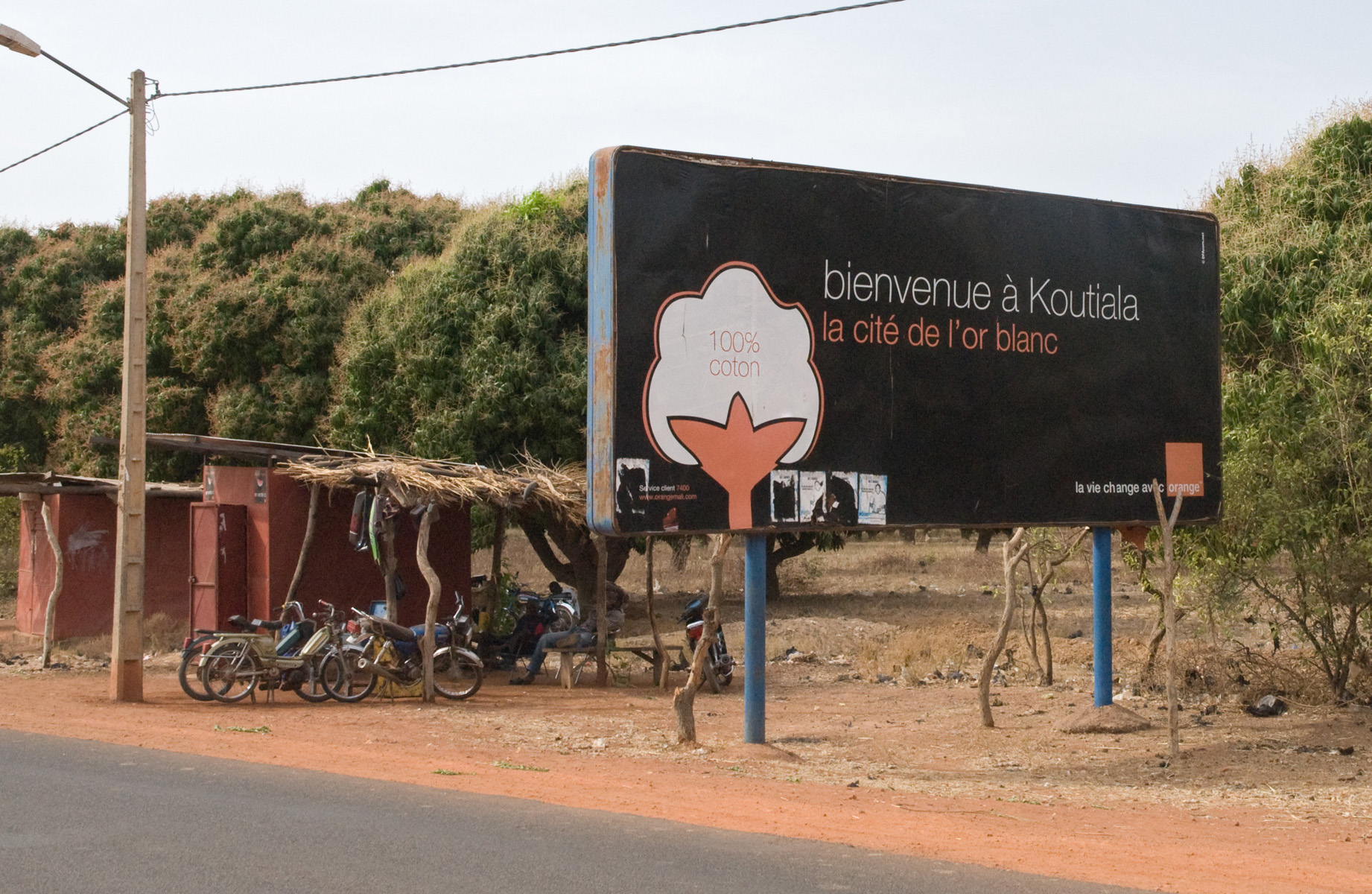
Reclamebord dat Koutiala afficheert als stad van het witte goud (katoen) (februari 2015)

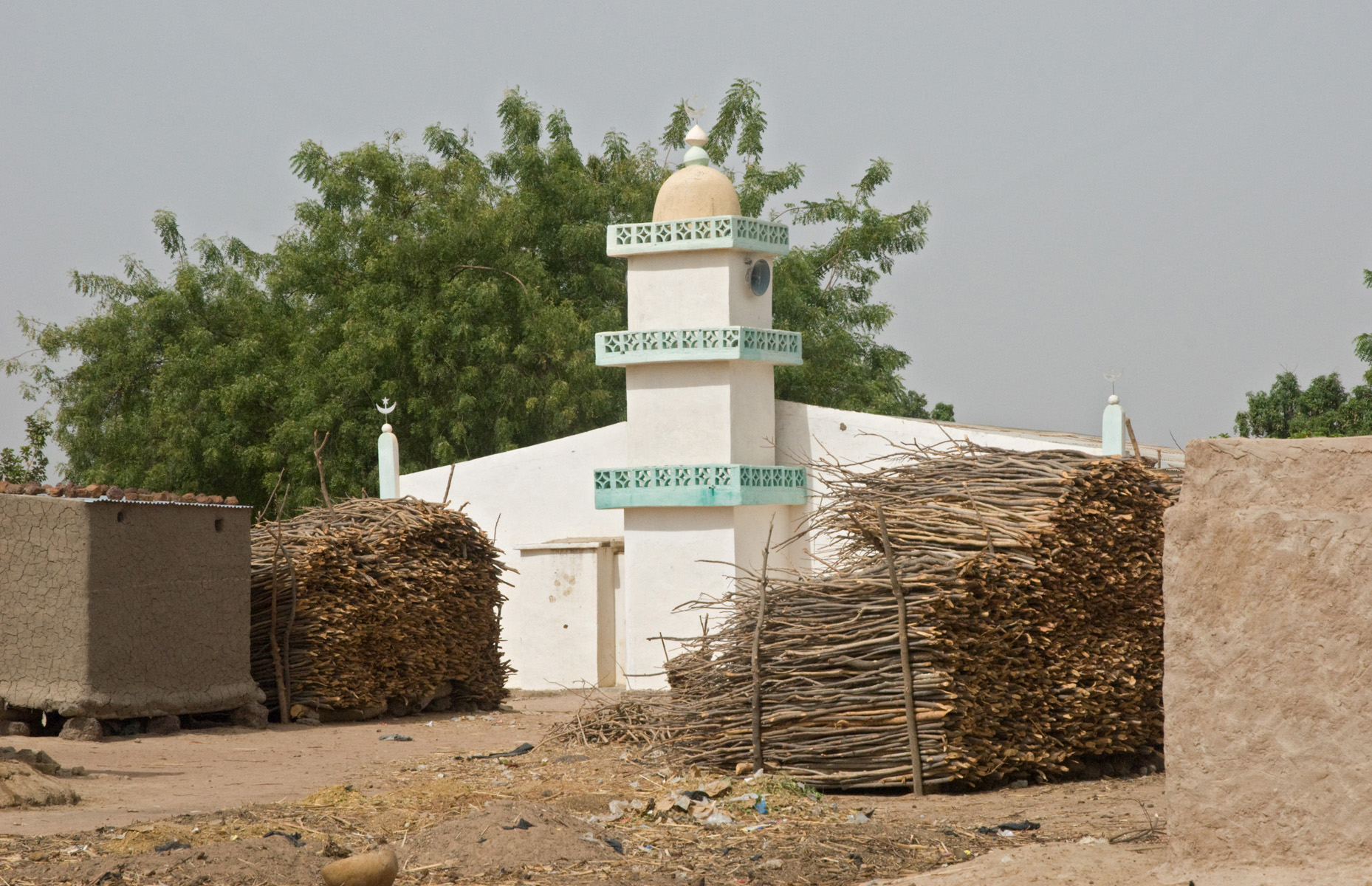
Moskee in het tot de gemeente Koutiala behorende dorp N'Tiesso (april 2017)

Koutiala is een stad (commune urbaine) en gemeente (commune) in de regio Sikasso in Mali. De gemeente telt 141.000 inwoners (2009). De gemeente bestaat uit 12 wijken en 8 dorpen (Bougoro, Koumbè, Watorosso, Signè, Wolobougou, Wolosso, Ntiesso en Déresso).

## Geboren
- Ibrahim Boubacar Keïta (1945-2022), eerste minister (1994-2000) en president van Mali (2013-2020)